# Wayne County (Utah)
Wayne County je okres ve státě Utah v USA. K roku 2010 zde žilo 2 589 obyvatel. Správním městem okresu je Loa. Celková rozloha okresu činí 6 388 km².